# Colibrí calçat pitblanc
El colibrí calçat pitblanc (Eriocnemis aline) és una espècie d'ocell de la família dels troquílids (Trochilidae) que habita des de Colòmbia fins al Perú central.